# Fossa (carnívor)
El fossa (Cryptoprocta ferox) és un mamífer carnívor similar a un gat, endèmic de Madagascar. Forma part del grup dels euplèrids, una família de carnívors que són parents propers de les família de les mangostes. La seva classificació ha estat controvertida, car els seus caràcters físics són semblants als dels fèlids, però altres caràcters apunten cap a una relació propera amb els vivèrrids (la majoria de les civetes i els seus parents). La seva classificació i la d'altres carnívors malgaixos influí en les hipòtesis sobre quantes vegades l'illa ha estat colonitzada per mamífers carnívors. Com que els estudis genètics han demostrat que el fossa i la resta de carnívors malgaixos són els parents més propers els uns dels altres (formant un clade, la família dels euplèrids), actualment es creu que els carnívors colonitzaren l'illa fa entre 18 i 20 milions d'anys, provinents de l'Àfrica.

## Descripció
El fossa té l'aspecte d'una forma diminuta d'un gran fèlid, semblant al puma, però amb un cos esvelt i unes potes musculoses, i una cua gairebé tan llarga com la resta del cos. Les seves proporcions corporals són semblants a les de la geneta comuna o el jaguarundi. Té un cap semblant al de les mangostes, relativament més llarga que la d'un gat, encara que amb un musell més ample i curt, i unes orelles grosses però arrodonides. Té un ulls marrons mitjans relativament separats, amb unes pupil·les que es contrauen com escletxes. Com succeeix amb molts carnívors que cacen de nit, els seus ulls reflecteixen la llum, retornant una llum de color taronja.
La longitud conjunta del seu cos i del cap està entre 70 i 80 centímetres, mentre que la seva cua mesura entre 65 i 70 centímetres; actualment és el depredador més gros de Madagascar d'entre els animals terrestres. Aquesta espècie presenta un cert dimorfisme sexual, sent els mascles, que pesen entre 6,2 i 8,6 quilos, més grossos que les femelles, que pesen entre 5,5 i 6,8 quilos. Els individus més petits són típics del nord i l'est de Madagascar, mentre que els més grossos es troben al sud i l'oest de l'illa, seguint la regla de Bergmann. S'ha informat, de manera inusual, de l'existència d'individus grossos de fins a 20 quilos de pes, però hi ha dubtes de la veracitat d'aquestes mides. El fossa té bona oïda, bon olfacte i bona vista. Es tracta d'animals robustos que rarament contrauen malalties en captivitat.

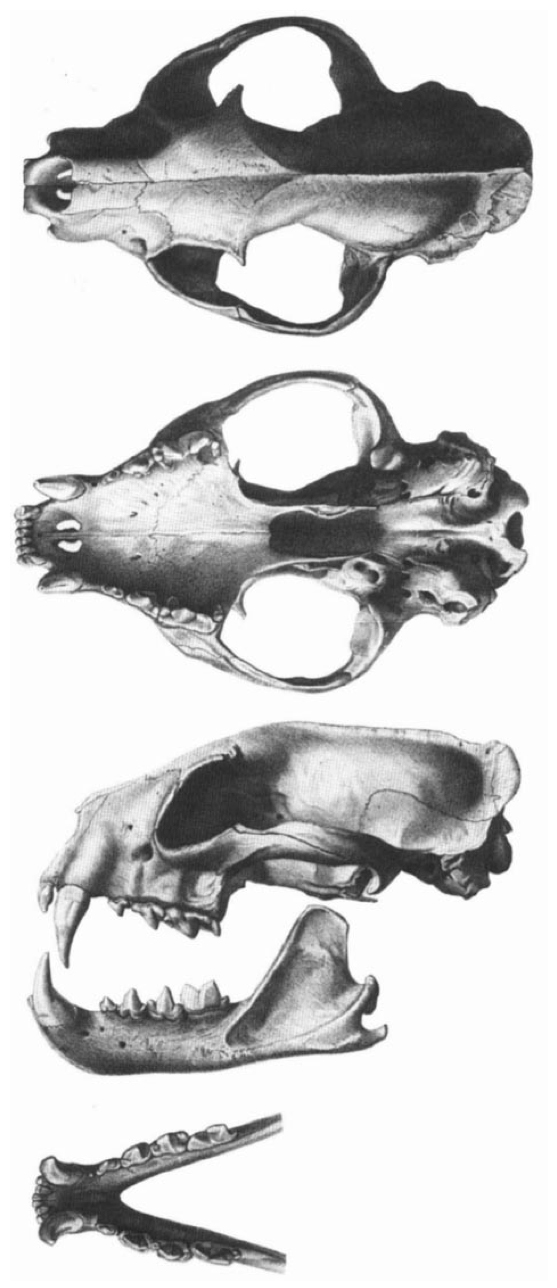
Crani (visions dorsal, ventral i lateral) i mandíbula (visió lateral i dorsal)

Tant els mascles com les femelles, tenen un pelatge relativament dens i sense taques ni estampats, format per pèls curts i rectes, generalment de color marró vermellós a l'esquena i als costats, i de color crema fosca al ventre. Quan estan en zel, l'abdomen pot adquirir un tonalitat ataronjada, que prové de les secrecions d'una glàndula del pit, encara que no tots els investigadors han pogut observar aquest fenomen. La cua té una certa tendència a presenta una coloració més clara. Els individus joves poden tenir el pèl tant de color gris com gairebé blanc.
Algunes de les característiques físiques del fossa són adaptacions per pujar als arbres. Fa servir la cua per aconseguir l'equilibri i té urpes semi-retràctils que fa servir per pujar als arbres quan cerquen aliment. Té uns peus de semiplantígrad, que li permeten canviar la manera de caminar de plantígrad (quan puja als arbres) a digitígrad (quan es desplaça per terra). Les plantes de les seves potes són gairebé nues i estan cobertes de forts coixins. Tenen uns turmells molt flexibles que els permeten agafar-se fàcilment als troncs dels arbres, per pujar o baixar de cap o per saltar a un altre arbre. S'han vist joves en captivitat despenjant-se capdavall, mentre se subjecten de les potes del darrere.
Té diverses glàndules odoríferes, les quals estan menys desenvolupades en les femelles. Igual que succeeix amb les mangostes, té una pell perianal dins del sac anal, que envolta l'anus com si fos una butxaca. Aquesta mena de butxaca s'obre cap a l'exterior com una obertura horitzontal sota la cua. Té altres glàndules situades prop del penis o la vagina, emetent les del penis un fort aroma. Com les mangostes, no tenen glàndules prescrotals.
Una de les característiques físiques més interessants d'aquesta espècies són els seus genitals externs. Els mascles tenen un penis particularment llarg i un baculum (ós del penis), que arriba fins a la meitat de les potes del darrere quan està erecte. Les glàndules s'estenen fins a la meitat de l'eix i són espinoses, excepte a la punta. En comparació, les glàndules dels fèlids són més petites i espinoses, mentre que les dels vivèrrids són més grosses i suaus. Les femelles mostren una masculinització transitòria que comença al voltant del primer o segon any de vida, desenvolupant un clítoris allargat i espinós, semblant al penis masculí. Aquest clítoris allargat se subjecta per un os, el qual va creixent a mesura que l'animal creix. Les femelles no tenen un pseudo-escrot, però secreten una substància taronja que tenyeix el seu ventre, de manera semblant a les secrecions masculines. No sembla que els nivells hormonals de testosterona, androstenediona i dihidrotestosterona tinguin a veure amb aquesta masculinització transitòria de la femella, donat que aquests nivells són els mateixos en les femelles joves masculinitzades que en les femelles adultes no masculinitzades. S'especula que aquesta masculinització transitòria de les femelles joves, tant pot reduir-ne l'assetjament sexual dels mascles adults, com pot reduir l'agressivitat de les femelles dominants sobre elles.

## Distribució i hàbitat
El fossa té l'àrea de distribució geogràfica més estesa dels carnívors de Madagascar, i generalment es troba en baix nombre a tota l'illa en extensions de boscos, preferint els boscos intactes. També es troba en alguns boscos degradats, però en menor nombre.
Malgrat que el fossa es troba en tots els hàbitats forestals coneguts arreu de Madagascar, incloent-hi els boscos caducifolis secs de l'oest, les selves de l'est, i el matollars espinosos del sud, se'l veu amb més freqüència en boscos humits que en boscos secs.
Això es podria deure al fet que el dosser vegetal reduït dels boscos secs, proporciona menys ombra, i també al fet que el fossa sembla que es desplaça més fàcilment per boscos humits. Es troba absent a les zones amb més alteració del seu hàbitat natural, com la majoria de la fauna de Madagascar.
El fossa viu en diversos gradients d'altitud de diferents parts inalterades de les àrees protegides arreu de Madagascar. A la Réserve Naturelle Intégrale d'Andringitra, s'ha informat que ha estat vist a quatre llocs diferents, des dels 810 als 1.625 metres. La major altitud a la qual ha estat vista és de 2.000 metres, on la seva presència al massís d'Andringitra es va confirmar posteriorment en 1996. De la mateixa manera, s'ha informat de la presència de fosses, al Parc nacional d'Andohahela, a alçades entre 440 i 1.875 metres. Aquesta variació d'alçada indica la seva capacitat d'adaptació, d'acord amb la seva distribució a tota mena de boscos a Madagascar.

## Comportament

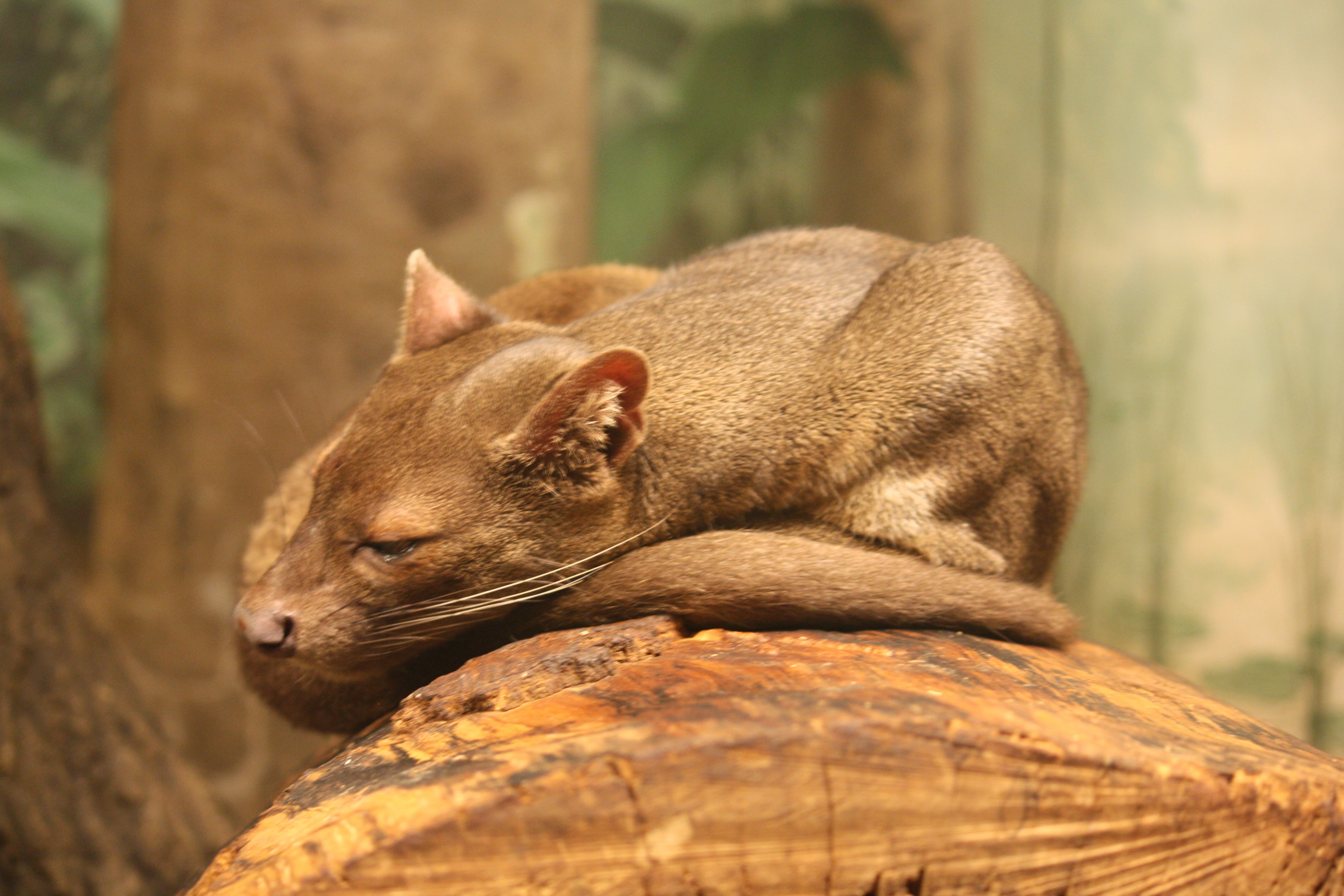
Fossa

Els fosses són actius tant de dia com de nit, amb pics d'activitat a primera hora del matí, a última de la tarda, i al final de la nit. Generalment no solen reutilitzar caus, però les femelles amb cries hi tornen. Les àrees de distribució dels mascles (26 km²) del bosc de Kirindy són grans en comparació amb les de les femelles (13 km²). Aquestes àrees se superposen, en un 30% segons les dades dels boscos orientals, però les de les femelles generalment estan separats. Aquestes zones creixen durant l'estació seca, possiblement a causa de la disminució d'aliment i aigua. En general, els collarets de seguiment han determinat que els fosses recorren distàncies d'entre 2 i 5 quilòmetres per dia, encara que es va registrar el cas d'una fossa que es va desplaçar 7 km en línia recta en 16 hores. La densitat de població de l'espècie es baixa: al bosc de Kirindy, on es creu que és comuna, el 1998 s'estimà que la seva densitat era d'un espècimen cada 4 km². Un altre estudi mitjançant la tècnica de marca i recaptura, al mateix bosc, entre 1994 i 1996, va indicar una densitat de població d'un individu cada 3,8 km² i un adult cada 5,6 km².
Excepte les mares amb cries i parelles ocasionals de mascles, generalment són animals solitaris. Malgrat això, una publicació de l'any 2009, informà d'una observació detallada d'una caça cooperativa, en la que tres mascles caçaven una sifaca de Verreaux de 3 quilos durant 45 minuts, i posteriorment compartien la presa. Aquest comportament pot ser un vestigi d'una caça cooperativa que hauria estat necessària per caçar els grans lèmurs recentment extints.
Els fosses es comuniquen fent servir sons, olors i signes visuals. Les diferents vocalitzacions inclouen roncs, advertències de perill, i crits de por, consistents en "inhalacions repetides en veu alta i gruixuda, i esbufecs". Un crit fort i llarg pot servir per atraure altres fosses. Les femelles miolen durant l'aparellament i els mascles emeten un sospir quan troben una femella. Al llarg de l'any, els animals produeixen marques olfactives de llarga durada provinents de les glàndules de la regió anal i del pit, les quals dipositen a les roques, als arbres i a terra. També es comuniquen fent servir expressions corporals i del rostre, encara que el seu significat ens és desconegut. Aquesta espècie només és agressiva durant l'aparellament, i en particular els mascles, que lluiten amb valentia. Després d'una breu lluita, el perdedor fuig i és seguit pel guanyador una breu estona, probablement per assegurar-se que el perdedor no torni. En captivitat, els fosses no són generalment agressius i, de vegades, fins i tot permeten als empleats dels parcs acariciar-les, encara que els mascles adults en particular, poden tractar de mossegar-los.

## Dieta
El fossa és un animal carnívor que caça animals petits i mitjans. És una de les vuit espècies de carnívor endèmiques i el mamífer terrestre més gros de Madagascar, i l'únic capaç de caçar individus adults dels lèmurs extints, els més grossos dels quals poden arribar a pesar un 90% del pes mitjà d'un fossa. Malgrat ser el principal predador dels lèmurs, informes sobre els seus hàbits alimentaris demostren que té una àmplia varietat de selecció i especialització de preses, depenent de l'hàbitat i l'estació, però no varia en funció del sexe. Mentre que està especialitzada a caçar lèmurs al Parc nacional Ranomafana, la seva dieta és més variada en altres selves.
La dieta del fossa a la natura, ha estat estudiada analitzant els seus excrements característics, amb forma de cilindres grisos recaragolats que fan entre 10 i 14 centímetres de llarg, per entre 1,5 i 2,5 centímetres d'ample. Els excrements recollits i analitzats tant a Andohahela com a Andringitra, contenien restes de lèmurs i rosegadors. Les poblacions a l'est d'Andringitra van proporcionar els registres amb més varietat de preses, incloent-hi tant vertebrats com invertebrats. Els vertebrats consumits van des de rèptils fins a una gran varietat d'aus terrestres i de sotabosc, i mamífers, inclosos insectívors, rosegadors, i lèmurs. Entre els invertebrats dels que s'alimenta a les zones muntanyoses d'Andringitra, es troben insectes i crancs. Un estudi demostrà que el 94% de la seva dieta està format per vertebrats, dels quals el 50% eren lèmurs, el 9% tenrecs, el 9% lacertilis, i el 2% ocells. Les llavors, que comprenen el 5% de la seva dieta, poden haver estat als estómacs dels lèmurs consumits, o podien haver estat consumides de fruits obtinguts de l'aigua, donat que s'han trobat amb més freqüència als estómacs a l'estació seca. La mida mitjana de les preses varia geogràficament: és només de 40 grams a les muntanyes altes d'Andringitra, en contrast amb el 480 grams dels boscos humits, i els més de 1.000 grams dels boscos caducifolis secs.
Les preses són obtingudes caçant tant a terra com als arbres. Fora de la temporada d'aparellament els fosses cacen en solitari, però durant la temporada d'aparellament es poden veure caçant en grup, que poden ser parelles (mascle i femella) o posteriorment mares amb les cries. En aquests grups de caça, un dels membres puja a un arbre i persegueix un lèmur d'arbre en arbre, forçant-lo a baixar a terra, on l'altre membre el pot capturar fàcilment. El fossa és conegut per estripar les seves preses de grans lèmurs, un tret que, juntament amb els seus excrements característics, ajuda a identificar les seves preses. Observacions a llarg termini dels patrons de depredació del fossa sobre les sifaques, suggereixen que el fossa caça en una subsecció de la seva zona de distribució fins que la densitat de preses disminueix, i aleshores es desplaça. S'ha informat que el fossa s'alimenta d'animals domèstics, com ara cabres i vedells petits, i en particular de pollastres. En captivitat, el fossa consumeix entre 800 i 1.000 grams de carn al dia. Els aliments ingerits en captivitat inclouen amfibis, aus, insectes, rèptils i mamífers de mida petita i mitjana.
Com el depredador endèmic més gros de Madagascar, la flexibilitat de la seva dieta combinada amb un patró d'activitat flexible, li ha permès explotar una gran varietat de nínxols disponibles a tota l'illa, per la qual cosa és una espècie potencialment clau pels ecosistemes de Madagascar.

## Reproducció

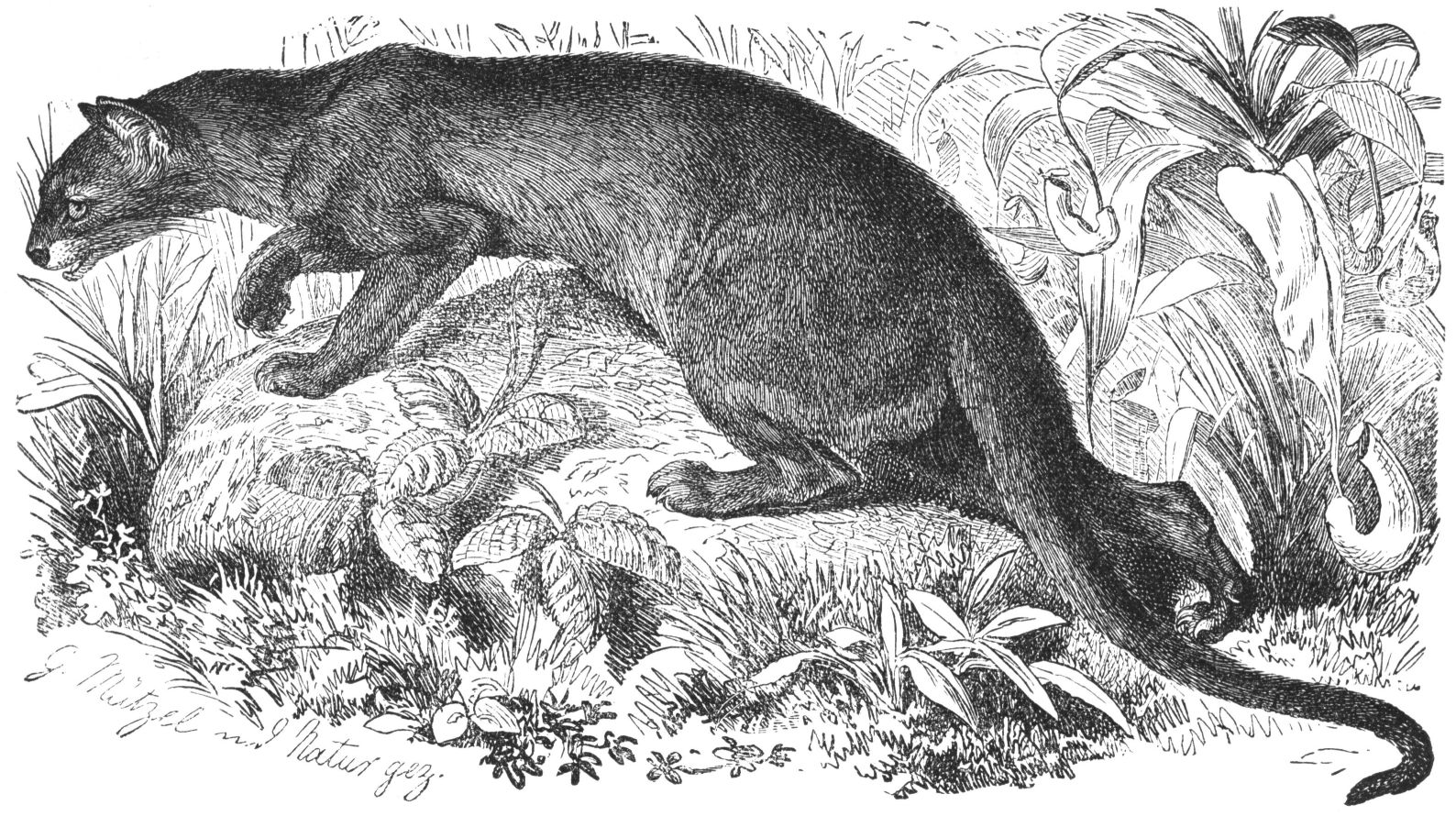
Il·lustració d'un fossa vers l'any 1927

La major part dels detalls que es coneixen de la reproducció del fossa a la natura provenen d'estudis als boscos caducifolis secs de l'oest de l'illa, però malgrat que alguns d'aquests detalls són aplicables a les poblacions de l'est, cal més recerca.
L'aparellament té lloc generalment durant els mesos de setembre i octubre, encara que se'n van registrar fins a la fi de desembre. En canvi, en captivitat a l'hemisferi nord, els fosses s'aparellen a la primavera, del març al juliol. Les relacions sexuals tenen lloc generalment sobre les branques horitzontals dels arbres, a 20 metres del terra. Sovint els mateixos arbres són utilitzats per reproduir-se any rere any, amb una precisió destacable pel que fa a l'inici de la temporada de reproducció. Els arbres escollits per aparellar-se sovint es troben prop de l'aigua i tenen branques prou gruixudes (uns 20 centímetres) per suportar la parella. De vegades, s'ha informat d'aparellaments a terra.
Fins a vuit mascles es poden trobat en un lloc d'aparellament, romanent als voltants d'una femella receptiva. Sembla que la femella tria al mascle amb el que s'aparella. Els mascles competeixen per l'atenció de la femella emetent una quantitat significativa de vocalitzacions e interaccions antagòniques. La femella pot optar per aparellar-se amb diversos mascles. Sembla que la seva elecció de parella, no té a veure amb l'aparença física dels mascles. Per estimular un mascle a muntar-la, la femella emets una sèrie de miols. El mascle la munta per darrere, recolzant lleugerament de costat el seu cos sobre el d'ella, en una posició que requereix equilibri. El mascle col·loca les potes del davant sobre les espatlles de la femella o l'agafa per la cintura, llepant-li sovint el coll. L'aparellament pot durar gairebé tres hores. Aquesta durada inusual és deguda a la naturalesa física del penis erecte del mascles, que té espines capgirades al llarg de bona part del penis. Durant l'aparellament del fossa es produeix un nus copulatori entre els dos individus, el qual es podria veure reforçat pel penis espinós del mascle. Aquest nus és difícil de desfer si la còpula és interrompuda. Una femella pot aparellar-se amb un sol mascle diverses vegades, amb una durada de fins a 14 hores. Després d'aparellar-se el mascle pot romandre fins a una hora amb la femella. Una sola femella pot ocupar l'arbre fins a una setmana, aparellant-se amb múltiples mascles durant aquest temps. Altres femelles també poden ocupar el seu lloc, aparellant-se amb els mateixos mascles o d'altres. Aquesta estratègia d'aparellament, segons la qual les femelles poden monopolitzar un lloc i maximitzar el nombre de companys disponibles, sembla única entre els carnívors. Investigacions recents suggereixen que aquest sistema ajuda el fossa a superar els factors que normalment dificulten la recerca de company, a causa de la baixa densitat de població i la manca d'ús de caus.
El naixement de la ventrada, formada per entre una i sis cries (generalment de 2 a 4), té lloc en un lloc ocult, com pot ser un cau subterrani, un termiter, una esquerda a la roca, o un forat d'un arbre gran (particularment els del gènere Commiphora). Contràriament al que defensaven antigues investigacions, les ventrades estan formades per individus d'ambdós sexes. Les cries solen néixer al desembre o al gener, després d'un període de gestació d'uns 90 dies. Els nounats són cecs i no tenen dents, pesen menys de 100 grams, i tenen un pelatge curt que s'ha descrit com de color marró grisos o gairebé blanc. Després de dues setmanes al cau, les cries obren els ulls, comencen a mostrar-se més actives, i el pelatge se'ls enfosqueix fins a adquirir una tonalitat gris perla. Les cries no mengen aliment sòlid fins als tres mesos, deixen el cau entre els quatre i cinc meses, i són deslletats poc després.
Després del primer any, els joves són independents de la seva mare. Les dents definitives apareixen entre els 18 i els 20 mesos, i la maduresa física s'assoleix cap als dos anys, però no s'arriba a la maduresa sexual fins un any o dos més tard. Els joves romanen amb les seves mares fins que són completament madurs. L'esperança de vida en captivitat és de fins a 20 anys o més, possiblement a causa del seu lent desenvolupament durant la joventut.

## Interaccions amb humans
El fossa ha estat inclòs com a espècie vulnerable a la Llista Vermella de la UICN des del 2008, donat que la seva població ha disminuït com a mínim un 30% en els últims 21 anys. Prèviament havia estat catalogada com una espècie en perill l'any 2000 i amb dades insuficients el 1988, 1990 i 1994. L'espècie depèn dels boscos i, per tant, està amenaçada per la desforestació generalitzada de boscos de Madagascar, però alhora també és capaç de viure en àrees pertorbades. S'han desenvolupat un conjunt de marcadors genètics (segments curts d'ADN que formats per seqüències repetides), per ajudar els estudis de salut genètica i la dinàmica de poblacions dels fosses en captivitat o a la natura. S'han aïllat diversos patogens del fossa, alguna dels quals, com són l'àntrax i el borm caní, es creu que s'han tramés a través de gossos salvatges o gats.
Tot i que l'espècie està àmpliament distribuïda, és localment poc freqüent a totes les zones, fent-la particularment vulnerable a l'extinció. Els efectes de la fragmentació de l'hàbitat incrementen el risc. Per la seva mida, el fossa té una densitat de població menor a la prevista, la qual es troba a més, amenaçada per la ràpida desaparició de boscos a Madagascar i la disminució de les poblacions de lèmurs, els quals suposen una gran part de la seva dieta. La desaparició del fossa, tant localment com en conjunt, podria afectar significativament a la dinàmica de l'ecosistema, conduint possiblement a un excés de pasturatge per part d'algunes de les seves preses. S'estima que la població total de fosses en zones protegides és de menys de 2,500 adults, però podria tractar-se d'una sobreestimació. Es creu que només dues d'aquestes zones compten amb 500 adults o més: el Parc nacional de Masoala i el Parc nacional de Midongy du sud, encara que aquestes poblacions podrien estar també sobreestimades.
La informació que s'ha recollit és escassa per a una anàlisi de viabilitat d'una població, però s'estima que cap de les àrees protegides suporta una població viable. Si això és correcte, l'extinció del fossa podria produir-se abans de 100 anys, ja que l'espècie està disminuint gradualment. Per tal que l'espècie per sobrevisqui, s'estima que es necessiten almenys 555 km² per mantenir més les poblacions petites, poblacions viables a curt termini, i almenys 2,000 km² per a poblacions de 500 adults.
El tabú, conegut a Madagascar com fady, ofereix protecció als fosses i altres carnívors. Al districte de Marolambo (part de la regió d'Atsinanana de la província de Toamasina), el fossa ha estat odiat i temut com un animal perillós. Descrita com "agressiva i cobdiciosa", és coneguda per fer presa d'aviram i garrins, i es creu que "s'emporta els nens que caminen sols pel bosc". Alguns no se la mengen per por a adquirir qualitats indesitjables per qualsevol. No obstant això, l'animal és caçat per menjar-se'l. Un estudi publicat el 2009 informà que al 57% dels pobles (8 del 14 estudiats) del bosc de Makira, es consumia carn de fossa. Els animals són generalment caçats fent servir tiradors, amb gossos, o més freqüentment, col·locant trampes per animals en el camins que fan servir. Prop del Parc nacional de Ranomafana, el fossa, juntament amb alguns dels seus parents més petits i la introduïda civeta petita de l'Índia (Viverricula indica), és conegut per «alimentar-se de les restes dels ancestres», les quals enterren a tombes poc profundes del bosc. Per aquesta raó, menjar-se aquest animal està estrictament prohibit pel fady. Tot i així, si vaguen pels pobles cercant aus de corral, poden ser morts o capturats. A Vohiparara s'han vist trampes per petits carnívors prop dels corrals de pollastres.
Els fosses es troben ocasionalment en captivitat als parcs zoològics. Es van criar en captivitat per primer cop l'any 1974 al zoo de Montpeller. L'any següent, quan només hi havia vuit fosses a tots els zoos del món, el zoo de Duisburg en va adquirir una, i posteriorment va iniciar amb èxit un programa d'aparellament. Actualment, la majoria de fosses dels parcs zoològics del món descendeixen de la població d'aquest zoo. La investigació al zoo de Duisburg ha proporcionat moltes dades sobre la seva vida.